# Gilles (carnaval)

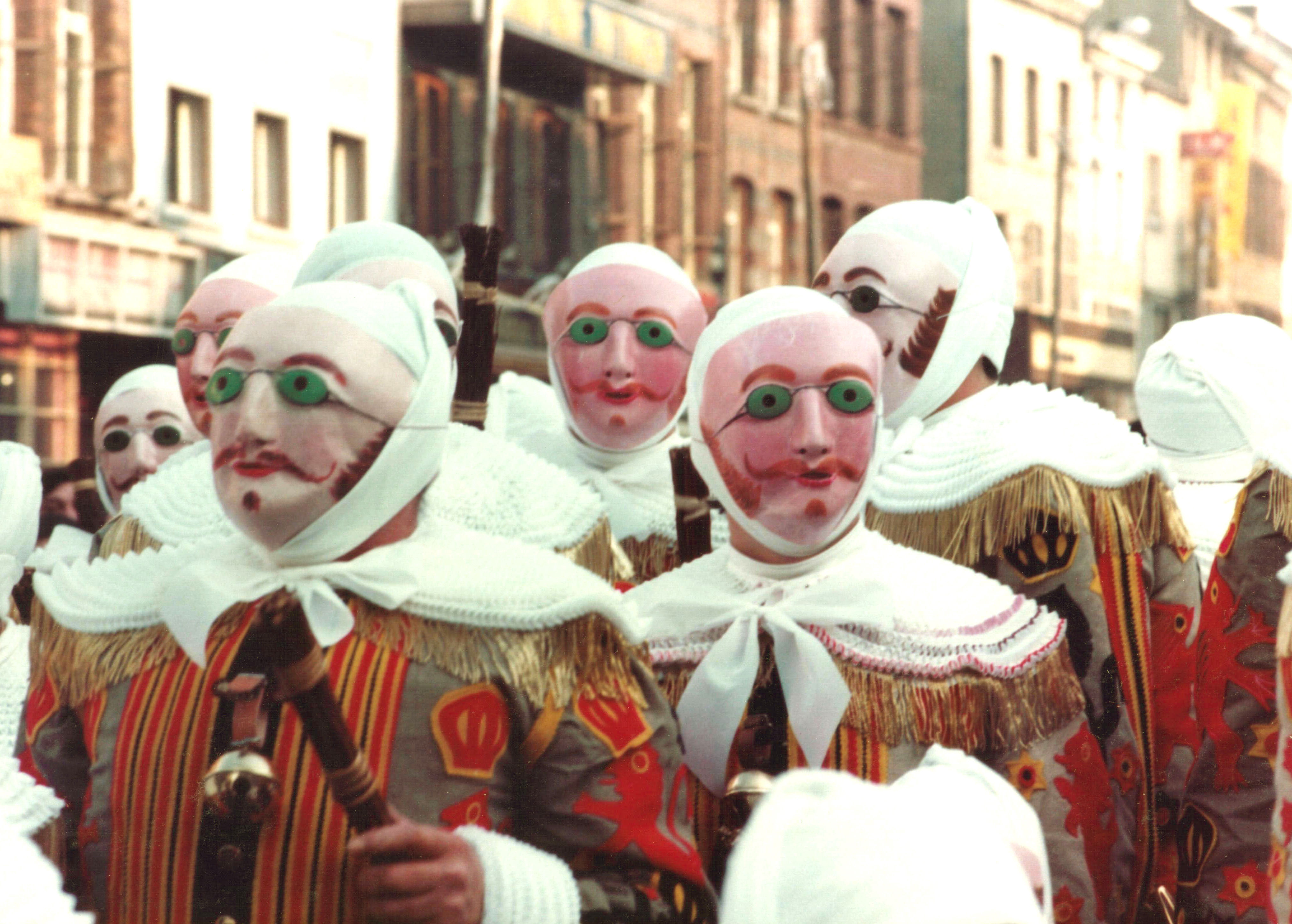
Os Gilles, vestidos em seus trajes e máscaras de cera

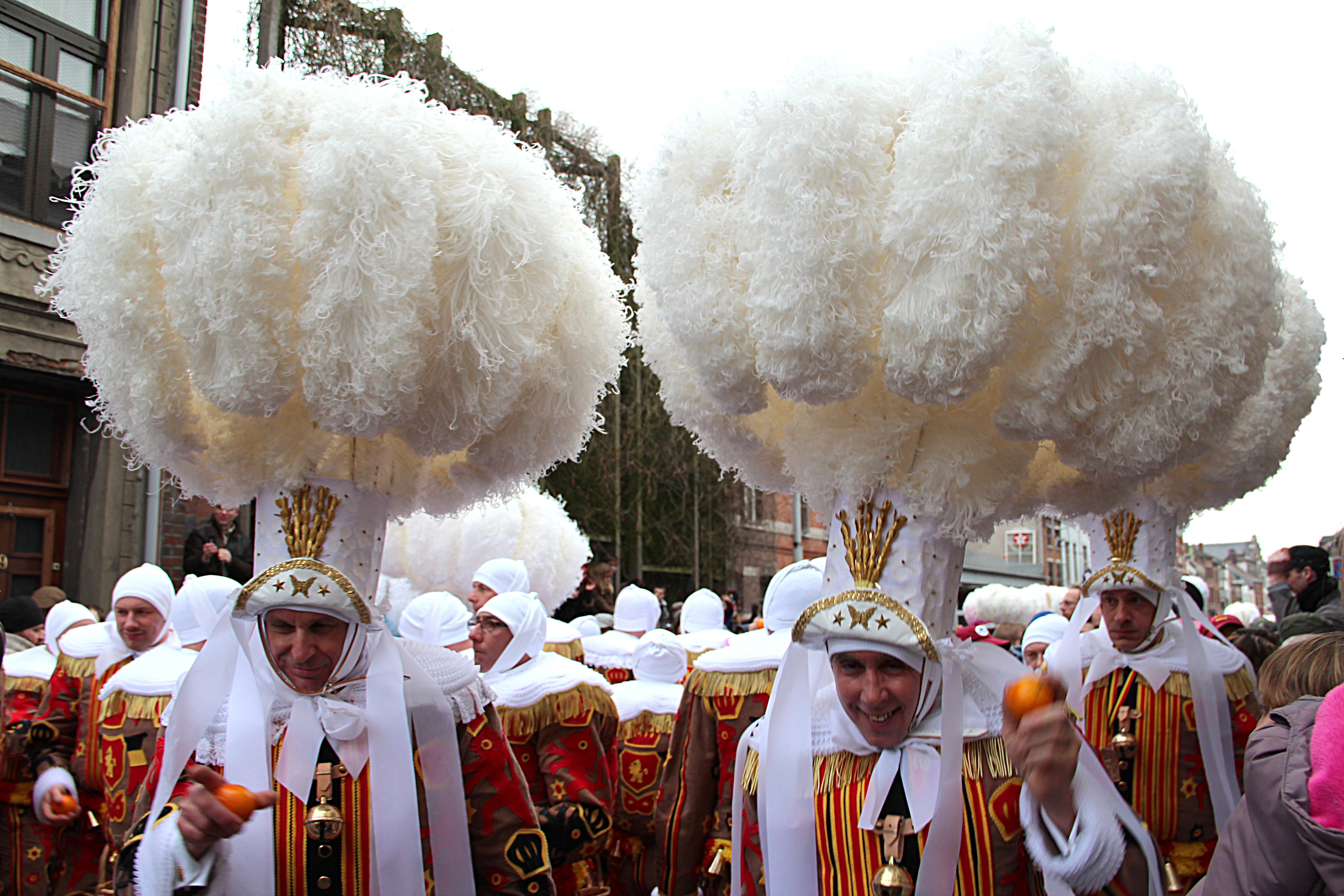
Os Gilles vestindo seu chapéu com penas de avestruz na terça-feira de Carnaval.

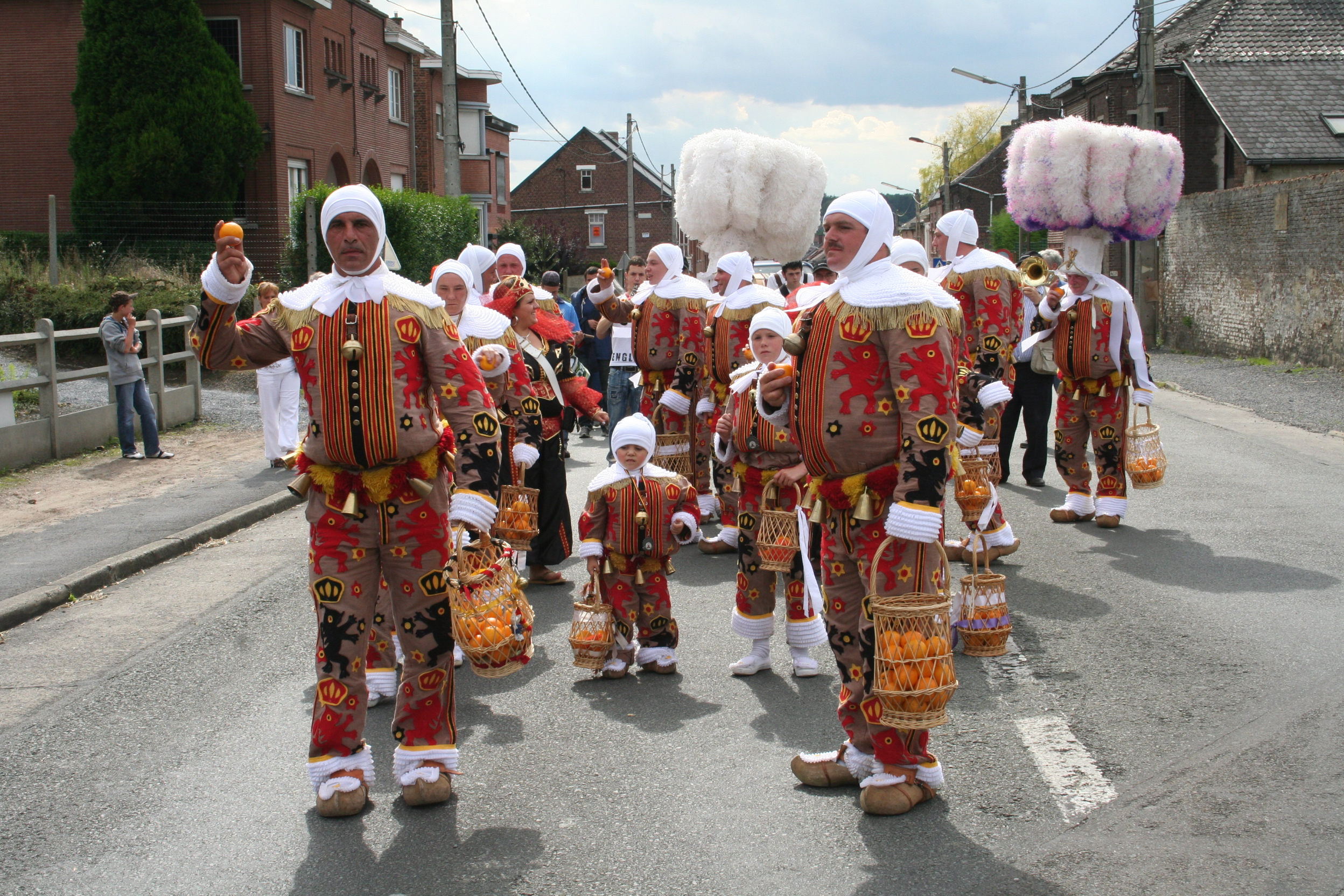
Os Gilles, vestidos em seus trajes e chapéus plumados

Os Gilles são as mais antigas e principais participantes no Carnaval de Binche, na Bélgica. Eles saem na terça-feira de Carnaval a partir de 4 da manhã até tarde e dança para músicas tradicionais. Outras cidades, como La Louvière, têm uma tradição do Gilles no carnaval, mas o Carnaval de Binche é de longe a mais famosa. Em 2003, o Carnaval de Binche foi proclamada um do Patrimônio Cultural Imaterial da Humanidade pela UNESCO.

## Traje
Cerca de 1000 Gilles, todos do sexo masculino, alguns como os jovens de três anos de idade, usam o traje tradicional do Gille na terça-feira de Carnaval. O equipamento dispõe de um terno de linho com vermelho, amarelo e desenhos heráldicos (as cores da bandeira Belga), aparados com grande laço branco de punhos e colarinhos, a roupa é recheada com palha.
Eles também usam tamancos de madeira e tem campainhas ligados aos seus cintos. Na parte da manhã, eles usam uma máscara com um design específico. Depois de chegar à câmara municipal, eles removem estas máscaras — eles não são usados no período da tarde. Durante a tarde, o desfile, eles jogam laranjas sanguíneas a multidão, e alguns dos Gilles usam grandes brancos chapéis emplumados. Eles carregam ramons, amarrados nos cachos de galhos, e cestas para levar as laranjas. 